# Sonderkommando Blaich
Campagne d'Afrique du Nord de la Seconde Guerre mondiale
Batailles
Guerre du Désert
- Invasion de l'Égypte
- Compass (Fort Capuzzo
- Nibeiwa
- Sidi Barrani
- Bardia
- Tobrouk (1941)
- Mechili
- Beda Fomm)
- Koufra
- Siège de Giarabub
- Sonnenblume
- El Agheila (1941)
- Siège de Tobrouk (Raid sur Bardia
- Raid Twin Pimples)
- Skorpion
- Brevity
- Battleaxe
- Crusader (Flipper
- Bir el Gubi (novembre 1941)
- Point 175
- Bir el Gubi (décembre 1941))
- Fort Lamy
- Gazala (Bir Hakeim
- Tobrouk (1942))
- Mersa Matruh
- El Alamein (juillet 1942) (Raid sur l'aérodrome de Sidi Haneish)
- Alam el Halfa
- Agreement (Caravan)
- Bertram
- Braganza
- El Alamein (octobre 1942) (Avant-poste Snipe)
- El Agheila (1942)

Débarquement allié en Afrique du Nord
- Blackstone
- Casablanca
- Reservist
- Terminal
- Port Lyautey
- Brushwood

Campagne de Tunisie
- Course pour Tunis
- Ligne Mareth
- Sidi Bouzid
- Kasserine
- Sejnane
- Ochsenkopf
- Capri
- Ksar Ghilane
- Pugilist
- El Guettar
- Wadi Akarit
- Longstop Hill
- Hill 609
- Vulcan
- Flax
- Retribution
- Strike

Afrique et Moyen-Orient
- Dakar
- Gabon
- Koufra
- Keren
- Exporter
- Fort Lamy
- Bir Hakeim
- El Alamein
- Torch
- Tunisie
  - Course pour Tunis

Europe
- Front de l'Est
- Husky
- Corse
- Monte Cassino
- Glières
- Ist
- Mont Mouchet
- Overlord
  - Paris
- Brassard
- Saint-Marcel
- Vercors
- Dragoon
  - Toulon
  - Marseille
- Strasbourg
- Nordwind
- Poche de Colmar
- Alpes

Océan Indien et Asie
- La Réunion
- Crimson
- Indochine

Le Sonderkommando Blaich est une unité spéciale allemande composée d'un bombardier allemand Heinkel He 111 soutenu par un Savoia SM.81 italien. En janvier 1942, il attaqua le Fort Lamy contrôlé par la France libre dans la région du Tchad en Afrique équatoriale française,,.
Le raid contre une cible située à 2 000 km des bases germano-italiennes en Afrique du Nord fut un succès mais lors de son vol de retour, le Heinkel dut effectuer un atterrissage d'urgence par manque de carburant ; l'équipage et l'avion furent secourus une semaine plus tard.

## Contexte
Le Tchad et Fort Lamy passèrent sous le contrôle des Forces françaises libres en 1940 et étaient un poste de relais majeur pour la bataille de Koufra, les opérations contre le groupe d'oasis de Koufra ainsi qu'un point de ravitaillement pour la RAF sur la route de Takoradi au Ghana vers l'Égypte.
Theo Blaich — un aventurier allemand et propriétaire de plantation qui avait rejoint la Wehrmacht en 1939, volant dans son propre Messerschmitt Bf 108 Taifun — reconnut l'importance de Fort Lamy comme point de passage sur la route de transport et de communication terrestre de la côte ouest de l'Afrique au Nil, ainsi que comme point de rassemblement pour les opérations alliées. Blaich proposa la capture de la ville pour sauvegarder la frontière sud de la Libye. Lorsque ses suggestions furent rejetées par Berlin, il estima qu'il devrait au moins effectuer une mission de bombardement.
Blaich trouva un public plus intéressé en Erwin Rommel, qui approuva l'idée en la transmettant au Fliegerführer Afrika. La date de l'opération fut fixée au 21 janvier 1942, pour coïncider avec l'offensive de Rommel contre les défenses britanniques à El Agheila. Le Sonderkommando Blaich était composé de soldats allemands et italiens, un He 111, un Savoia et le Taifun de Blaich. Le groupe quitta l'oasis de Houn le 20 janvier. Six hommes du groupe devaient participer au raid aérien, tandis que l'équipage italien, moins leur pilote, restait sur place :
- Capitaine Theo Blaich, pilote du Taifun
- Lieutenant Franz Bohnsack, pilote du He 111
- Sergent-major Heinrich Geissler, ingénieur
- Sergent Wolfgang Wichmann, opérateur sans fil
- Lieutenant Fritz Dettmann, correspondant de guerre
- Major Roberto Count Vimercati-San Severino, expert du désert de l'armée italienne et pilote du Savoia

Le petit groupe s'envola pour une piste d'atterrissage naturelle isolée dans le sud de la Libye, appelée Campo Uno, découvert par le comte Roberto Vimercati-San Severino en 1935 lorsqu'il y débarqua lors d'un safari. Il avait arpenté et balisé le site plus tard mais il manquait d'installations. Le Kommando utilisé le Savoia comme base de ravitaillement.

## L'opération
Le Heinkel He 111 décolla du Campo Uno à 08 h 00 le 21 janvier mais fit face à un mauvais temps, contrairement aux prévisions météorologiques. L'avion était chargé de 4 500 litres de carburant ; le ravitaillement avait été soigneusement calculé, mais les conditions météorologiques augmentaient la consommation de carburant,. Le Heinkel atteignit le lac Tchad à midi, la navigation devint alors plus facile malgré l'intensification de la tempête, mais celui-ci parvint à atteindre Fort Lamy à 14 h 30. Aucune défense aérienne ne fut organisée dans la ville et le groupe purent larguer leurs 16 bombes, soit 800 kg d'explosifs, sans entrave. Les forces françaises étaient trop surprises pour organiser une quelconque défense aérienne et 360 000 litres de carburant, la totalité de l'approvisionnement en huile furent détruits, ainsi que dix aéronefs.
Indemne, l'avion revint vers le nord malgré la difficulté de navigation. À l'approche de la tombée de la nuit, le carburant manquait et l'équipage était conscient que l'avion n'atteindrait jamais la base de Campo Uno. Le Heinkel déplia une antenne traînante de 100 m afin d’envoyer un SOS mais ne reçut aucune réponse. Face à la situation, l'équipage dut effectuer un atterrissage d'urgence. Bohnsack put atterrir sans dommage et l'équipage tenta de contacter le siège de la Luftwaffe à Agedabia à l'heure convenue, sans succès. L'équipage disposait de provisions pour six jours. Après deux jours d'attente sur leur lieu d'atterrissage, à la position approximative de 120 milles (190 km) de la base de Campo Uno, l'équipage pût prendre contact avec le quartier général allemand.
Le 27 janvier, quasiment à court d'eau potable, l'équipage en détresse fut découvert par un avion de reconnaissance italien Caproni Ca.309 Ghibli, qui livra de la nourriture et de l'eau. Le lendemain, un avion de transport Junkers 52 apporta du carburant d'Agdabia, celui-ci menant une recherche non autorisée du commando disparu de Blaich. Avec l'aide des aéronefs, le Heinkel et son équipage purent finalement retourner à Campo Uno.

## Conséquences
L'attaque de Fort Lamy ne causa que des dommages mineurs aux installations et des pertes légères, détruisant cependant les réserves de carburant vitales, malgré les efforts acharnés pour les sauver. Cela réduisit de moitié le ravitaillement des FFL et de la RAF dans la région. Le raid amena le général français Philippe Leclerc à renforcer les défenses antiaériennes de Fort Lamy et à lancer des opérations de traque contre les forces italiennes dans la région du Fezzan.
Blaich et son Sonderkommando poursuivirent ses opérations contre le Long Range Desert Group tout au long de la première moitié de 1942. En juin 1942, le bombardier Heinkel de l'unité s'écrasa près de Kufra après une panne de moteur, l'équipage étant secouru quatre jours plus tard, mettant fin aux opérations du Sonderkommando.

### Lectures complémentaires
- (de) Wolfgang Wichmann, Husarenstreich gegen Fort Lamy (no 5) (réimpr. November 1986)